# Némethy György (színművész)
Némethy György (Divény, Nógrád megye, 1826. április 24. – Budapest, 1901. december 8.) színész, operett- és népszínmű-énekes, színigazgató, honvédhadnagy, népszínműíró, a pesti Nemzeti Színház tagja.

## Pályafutása
Apja, Némety György Divényben a Zichy grófok családi levéltárosa volt, anyja Virág Krisztina. 1842. július 10-én lépett fel először. Az 1840-es évek második felében a vidéki színészet kedvelt tagja volt, Petőfivel együtt működött. A szabadságharc alatt Bem táborában küzdött a 4. vadászezred hadnagyaként; azután ismét visszatért a színészi pályára. 1853. május 9-én és 1854. december 4-én vendégként lépett fel a Nemzeti Színházban a Csikósban. 1855-ben a pesti nemzeti színházhoz szerződött, ahol április 13-án mutatkozott be állandó tagként a Parlagi Jancsiban. A népszínművekben nejével, Eötvös Borcsával, akivel 1859 augusztusában kötött házasságot, a főszerepeket játszotta. 1866-ban ismét vidékre ment, igazgató is volt; ezen vállalata azonban balsikerrel járt. 1881-ben mint jegykiadó-pénztárnok ismét a Nemzeti Színházhoz került és innét 1898-ban nyugalomba vonult.
Költeménye a Nemzeti Szinházi Naptárban (1858. A gyujtogató, költ.).

## Fontosabb szerepei
- Andris (Szigligeti I.: A vén bakancsos és fia, a huszár)
- Dalos Pista (Szigligeti E.)
- Omár (Gluck: A rászedett kádi)
- Gaston (Lytten: Richelieu)

## Működési adatai
1843: Kecskemét, Pozsony, Győr, 1845–46. Nagyvárad; 1847: Nagybecskerek; 1852: Latabár Endre; 1866: Miskolc; 1867: Kassa; 1869: Nagybecskerek; 1870–72: Miskolc; 1876: Aradi Gerő, Sztupa Andor; 1877–78: Kecskemét; 1879: Homonna; 1880: Nyitra.
Igazgatóként: 1873: Szatmár; 1874: Szabadka.

## Munkái
- Dalok Kántor és molnár leánya cz. eredeti népszinműből. Pest, 1857.
- A víg czimborák, eredeti víg operette egy felv., zenéje Huber Károlytól. Pest, 1863. (Pesten a Nemzeti szinházban négyszer,[3] az Operaházban egyszer[4][5] adatott és Kassán 1865. nov. 15.)

### Kéziratban színművei
- A kántor és molnár leánya, eredeti népszinmű három szakaszban, zenéje Doppler Károlytól (először a pesti Nemzeti Színházban 1857. okt. 19., 25. és Kassán 1862. nov. 9.);
- Vén darázs, vígj. három felv. (először Pesten 1859. nov. 28.);
- A gályarab, szinmű öt felv. Hugo V. Nyomorultak c. regénye után színre alkalmazta (először Pesten 1864. márcz. 9., Kassán decz. 17. Később A nyomorultak c. Ism. Greguss Á., Tanulmányok II. 280. l.);
- A miskolczi kiházasító egylet, ered. korrajz (először Kassán 1873. ápr. 20.);
- A czigány király, tört. dráma öt szakaszban, Ponson du Terrail Három czimbora c. regényéből színre alkalmazta, először Kassán 1875. ápr. 5.).